# Sylvain Menu
Sylvain Menu est un adolescent, mort en héros en sauvant de la noyade un jeune garçon. C’est aussi le nom d’un collège de Marseille qui a été renommé en son hommage.

## Biographie
Sylvain Menu est né le 19 mars 1965 à Bayonne. Il est originaire d’Anglet dans le Pays basque. Il vient s’installer avec sa famille à Marseille en 1974. Il est le troisième d’une fratrie de quatre garçons.
En septembre 1980, Sylvain entre en classe de troisième au collège de la Gaye dans le 9e arrondissement de Marseille.
Dimanche 28 juin 1981, Sylvain, membre des Scouts de France, alors âgé de 16 ans, accompagne un groupe de jeunes garçons âgés de 11 à 13 ans (dont son jeune frère Jean-Marc) pour une sortie dans les Calanques. Le groupe est encadré par Maurice, un ancien chef scout. Leur destination est la calanque de l'Escu. Alors que le vent s'est levé, une haute vague emporte les membres du groupe, dont Maurice, qui, blessé à l'épaule, arrive à remonter mais ne peut porter secours aux enfants. Certains arrivent à remonter, sauf le plus jeune, Joël, 11 ans. Lorsque Sylvain parvient à hisser le jeune garçon hors de l'eau, une nouvelle vague emporte Sylvain vers le large.
Jean-Marc, son jeune frère, tente de donner l'alerte aux secours : « J'ai couru de toutes mes forces, à pied, vers Callelongue pour qu'ils interviennent. J'ai croisé des pêcheurs avec des bateaux sur le chemin mais, avec ce temps, ils ne pouvaient pas prendre la mer ». Une fois prévenus, les marins-pompiers interviennent. La frégate Bonne Mère met le cap sur l'Escu. « Un hélicoptère décolle pour treuiller des hommes-grenouilles », décrit-on dans les articles de presse de l'époque. Rien n'y fera.
Vendredi 3 juillet 1981, des fleurs ont été lancées à la mer à 15h en face de l'île Maïre, à l'emplacement de l'ancien téléscaphe. Un cortège était parti à 14h du C.E.S. de La Gaye. Étaient présents dans ce cortège des élèves et des professeurs.
Samedi 4 juillet 1981, une messe en hommage à Sylvain est célébrée sur le stade qui jouxte l’église Notre Dame des Neiges de Bonneveine en présence de Mgr Etchegaray (cardinal - archevêque de Marseille), les pères Tauris et Negrier et deux aumôniers des Scouts de France,.
Lundi 6 juillet, le corps de Sylvain est retrouvé par un marin-pêcheur dans la calanque de Podestat.
Samedi 12 décembre 1981, lors d’une cérémonie au Parc des Sports de Luminy en hommage aux Marins Pompiers et aux Sapeurs-Pompiers des Bouches-du-Rhône, Sylvain Menu a reçu à titre posthume une médaille d'honneur du sauvetage en mer ainsi que la médaille de vermeil de la fondation Carnegie (fondation Suisse récompensant les sauveteurs) des mains de Gaston Defferre, ministre de l’intérieur et maire de Marseille pour son acte de courage et de dévouement : « Je veux avant toutes choses rendre hommage au jeune Sylvain Menu qui, a 16 ans, pour sauver un camarade, n’a pas craint de prendre le plus grand risque et de perdre la vie »,.

## Personnalité
Dans les articles des journaux parus les jours qui ont suivi le drame, Sylvain y est décrit par sa mère comme un jeune homme « rieur et débrouillard, intrépide et adoré de ses amis », un « jeune homme courageux, très fort physiquement », un « cancre à la Prévert ».
Sa famille et ses proches gardent le souvenir impérissable d'un garçon un peu poète, intelligent, sportif, drôle, dévoué...

## Collège Sylvain-Menu
Dans le collège de Sylvain, quelques mois après sa mort, lors du conseil d'administration en date du samedi 12 décembre 1981, le point 7 de l'ordre du jour était : « Dénomination du collège de la Gaye ». Nous pouvons y lire : « pour que soit perpétué le souvenir de l’héroïsme de ce jeune garçon de 16 ans, les élèves, les personnels du collège souhaiteraient que le nom de Sylvain Menu soit donné au collège de la Gaye ». Cette proposition est adoptée à l'unanimité.
En septembre 1982, le collège de la Gaye devient officiellement le collège Sylvain-Menu.
C’est probablement la première fois dans l’histoire de l’Éducation nationale qu’un collège prend le nom de l’un de ses élèves.

## Hommages
Une plaque commémorative a été apposée sur les rochers dans la calanque de l'Escu. Elle sera restaurée le 7 mai 2011 par l'association « Les Calancoeurs ».

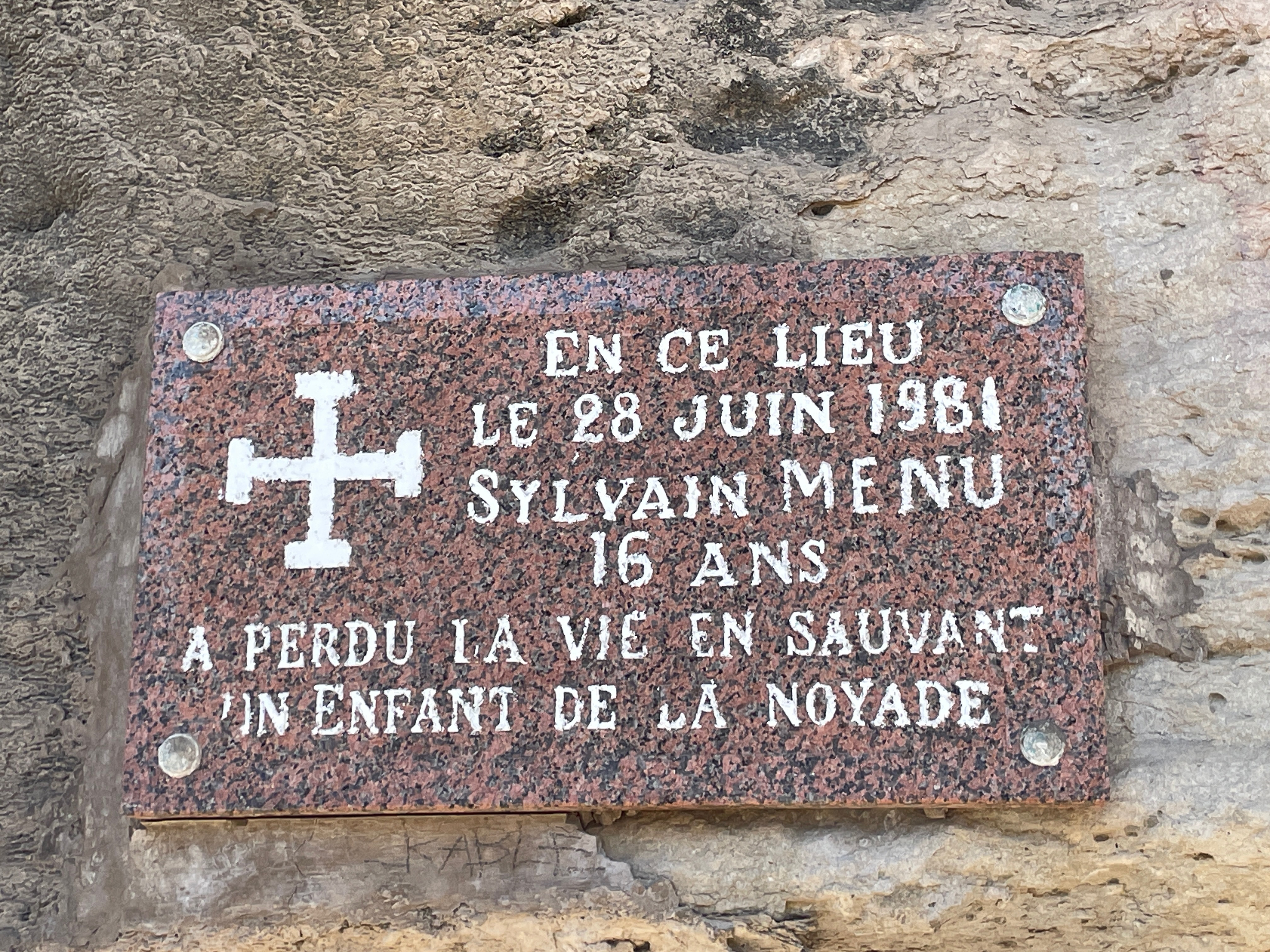
Un hommage à Sylvain Menu dans la calanque de l'Escu

Chaque 28 juin, date de la disparition de Sylvain, les membres de sa famille jettent des fleurs à la mer : « En partant du principe que tous les fleuves et rivières vont au même endroit, partout où nous nous trouvons dans le monde, on jette systématiquement une fleur à l'eau le 28 juin... C'est quelqu'un qui aimait beaucoup l'eau et une partie de ses cendres a d'ailleurs été jetée à la mer. », témoigne son frère Jean-Marc.
Le 28 juin 2011, pour commémorer le 30e anniversaire de la disparition de Sylvain, ses frères et proches ont été déposé une gerbe de fleurs au bout de la jetée du port de la Madrague de Montredon, aux alentours de 18h. Au même moment ses parents ont fait de même au bord de l'Atlantique où Sylvain avait appris à nager.
Quelques mois plus tard un hommage lui sera rendu au collège le 18 octobre 2011 en présence de sa famille et de ses proches.
Lors de l’année scolaire 2024/2025, les élèves de la classe de 3B du collège Sylvain Menu, ont mené un travail d’écriture et de recherche autour de la vie de Sylvain Menu, avec l’écrivain Mathieu Simonet, et en partenariat avec l’association Des Livres comme des Idées
Leur travail a été restitué en public lors de deux représentations, les 22 et 23 mai 2025, dans le cadre du festival Oh les beaux jours, dans l'enceinte du collège et au Musée d'histoire de Marseille.